# Linux MultiMedia Studio
LMMS (аббр. от Linux MultiMedia Studio) — кросс-платформенный секвенсер и цифровая звуковая рабочая станция, позиционируемая как свободная альтернатива пакетам вроде проприетарных FL Studio, Cubase и Logic Studio, предоставляющая возможность написания собственной музыки на компьютере с помощью синтезирования звуков, размещения готовых образцов (семплов), наигрывания мелодии на миди-клавиатуре и многого другого. LMMS позволяет управлять шаблонами, лейтмотивами (иногда их называют паттернами), создавать каналы для различных инструментов, подключать звуковые файлы с семплами.

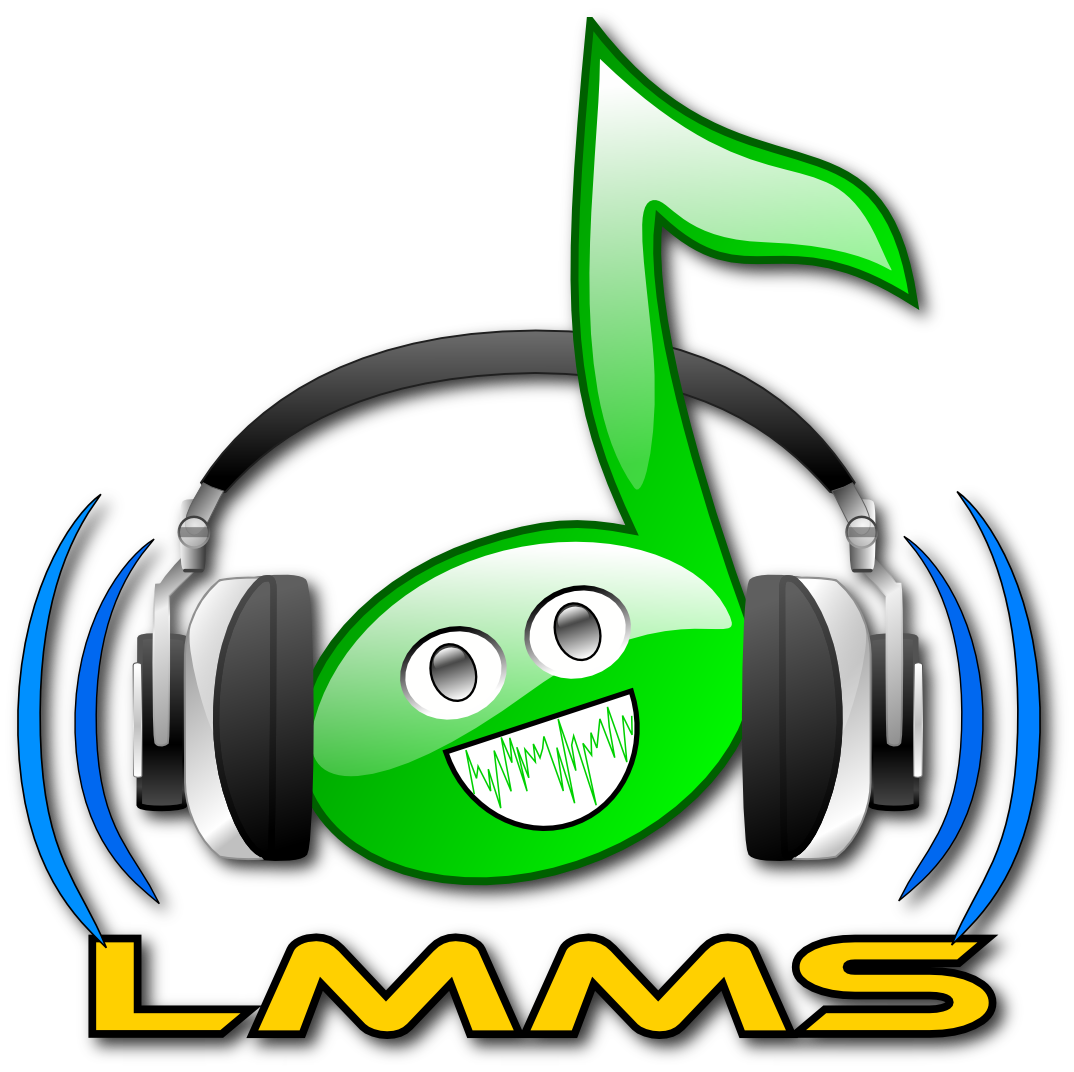
Старый логотип LMMS

## Возможности
- Поддерживает наложение LADSPA-эффектов на отдельные инструменты
- Реализована поддержка VST(i)[5] плагинов. В будущем планируется создание шин эффектов для обработки нескольких музыкальных инструментов одним набором эффектов[источник не указан 4023 дня]
- LMMS совместима с SoundFont2, GUS Patches
- Поддерживается импорт файлов H2SONG,  MID,  MIDI, MMP, MMPZ, RMI (RIFF MIDI) и FLP (Fruityloops Project)[6]
- Поддерживает подключение через JACK Audio Connection Kit[7]

## Синтезаторы LMMS
Синтезаторы LMMS частично являются аналогами синтезаторов FL Studio, частично оригинальной разработкой. В том числе, имеется бо́льшее количество разновидностей частотных фильтров.
| Синтезатор                           | Описание |
| ------------------------------------ | --- |
| AudioFileProcessor                   | Простой семплер. |
| BitInvader                           | Оригинальная разработка, синтезатор, в котором форма звуковой волны рисуется от руки в специальном окошке на главной панели синтезатора. |
| Kicker                               | Синтезатор ударных, подобный FruityKick. |
| LB302                                | Незаконченная монофоническая имитация синтезатора Roland TB303. |
| Mallets                              | Синтезатор перкуссионных инструментов, например, ксилофона или маримбы. |
| Organic                              | Также оригинальная разработка. Синтезатор, имитирующий звук органа, имеет матрицу настройки из 32 ручек, а также регулятор количества нелинейных искажений.                                                                                         |
| PatMan                               | Семплер, использующий патчи формата GUS (.pat). |
| SingerBot (упразднен с версии 0.4.0) | Речевой синтезатор, использует движок Festival. |
| TripleOscillator                     | Усовершенствованный аналог 3xOSC, отличается настройкой взаимодействия каждой пары из 3-х звуковых осцилляторов, наличием фазовой и частотной модуляции и возможностью синхронизации осцилляторов.                                                  |
| Vibed                                | Синтезатор струнных инструментов, обладает множеством настроек. |
| VeSTige                              | Адаптер для синтезаторов формата VST. При использовании в GNU/Linux требует установленного wine, т. к. использует библиотеки Windows. Недоступен в OS X.                                                                                            |
| Carla Rack и Carla Patchbay          | Разновидности хоста плагинов Carla, позволяющего работать с банками семплов и плагинами типов DSSI, LADSPA, LV2 и VST. Первый подключает плагины последовательно, второй позволяет произвольно настраивать соединения. Доступны только в GNU/Linux. |